# Anne Sila
Pour les articles homonymes, voir Sila.
Anne Sila est une chanteuse, violoncelliste et actrice française née le 5 mars 1990 à Valence (Drôme).
Elle s'est fait connaître en 2015 dans la quatrième saison du télé-crochet The Voice : La Plus Belle Voix, dont elle atteint la finale, battue à ce stade par Lilian Renaud. En 2021, elle remporte l'édition All Stars de The Voice : La Plus Belle Voix.
En 2017, elle joue le rôle de Marie dans la fresque musicale à succès Jésus, de Nazareth à Jérusalem. En 2019, elle prête sa voix à Nala, personnage fictif du film d'animation Le Roi lion des Studios Disney, ainsi qu'à la musique L'Amour brille sous les étoiles.
Fin 2019, elle sort son deuxième album Fruit défendu, qu'elle présente sur scène en novembre, aux Étoiles à Paris.
En 2021, après sa victoire de l'édition All Stars de The Voice : La Plus Belle Voix, elle présente son troisième album, À nos cœurs porté par la reprise de Je reviens te chercher de Gilbert Bécaud.
En 2022, elle sort un album de reprises intitulé Madeleines.
En 2024, elle annonce son retour avec le single Le goût des choses.

## Biographie
Anne Sila naît le 5 mars 1990 à Valence, dans la Drôme. Elle est d'origine turque par son père ; Sila est d'ailleurs son deuxième prénom, qui signifie « la nostalgie de son pays ». Son véritable nom de naissance est Anne Sila Omay.
Elle suit pendant dix-sept années des cours au conservatoire de musique de Valence, où elle apprend le piano, le violoncelle et le chant. Elle se produit dans de nombreux festivals et concerts, en particulier en région Rhône-Alpes. Elle participe, par exemple, en 2010, au projet Hugo en goguette, dans le cadre des Fêtes nocturnes du château de Grignan, aux côtés notamment de Gérard Morel, où elle interprète Demain dès l'aube…. Elle constitue le quartet de jazz Magnetic Orchestra, composé de Benoît Thévenot, Nicolas Serret et François-Régis Gallix, qui participe à plusieurs reprises au festival Crest Jazz Vocal, notamment en 2015.
De 2009 à 2012, elle assure plusieurs remplacements dans le groupe vocal féminin drômois Évasion, et effectue dans ce cadre des tournées nationales.
En 2011, elle rencontre le contrebassiste François Moutin et quitte la France pour New York, où elle appartient à une formation de jazz, se produit notamment avec Ari Hoenig, Lew Soloff, Mike Stern, et rencontre le producteur Ray Angry (The Roots, Ayọ, Christina Aguilera). En 2014, elle revient en France, où elle réside alors à Lyon.
En novembre 2013, elle participe à la sélection des « Talents Europe 1 ».
En 2015, elle est candidate à la quatrième saison de The Voice, la plus belle voix et intègre l'équipe de Florent Pagny. Favorite de l'émission, elle échoue cependant en finale face à Lilian Renaud.
En janvier 2016, elle sort un EP de trois titres dont le premier single est Le monde tourne sans toi. Le 28 avril de la même année, elle se produit pour la première fois à l'Olympia et le 29 avril sort son premier album intitulé Amazing problem. À la même période elle joue le rôle de la chanteuse de cabaret Claudia dans la saison 4 de la série Falco. Elle écrit les deux chansons qu'elle interprète. Le 25 novembre, une réédition de son album sort avec des chansons acoustiques (Mon amour, Qu'est ce que j'ai fait de mal), des reprises (Chandelier, Let It Go) et des chansons originales (Tell Me, fruit de sa collaboration avec Craig Greenberg, et How I Know en duo avec Matt Simons). Son album s'est vendu à près de 50 000 exemplaires.
En janvier 2017, elle fait une reprise de la chanson une femme avec une femme de Mecano. Courant 2017, elle intègre la troupe de la fresque musicale Jésus, de Nazareth à Jérusalem dans le rôle de Marie, la comédie musicale créée par Pascal Obispo et mise en scène par Christophe Barratier.
En 2019, elle interprète la voix française de Nala dans la version Live action du Roi lion, elle participe également à la bande originale du film avec le célèbre titre L'amour brille sous les étoiles. Elle chante C'est ta route en duo avec Florent Pagny sur le 19e album studio de ce dernier. En septembre 2019, son deuxième album sort et s'appelle Fruit Défendu.
En octobre 2021, elle remporte The Voice All Stars avec son coach Florent Pagny. Une semaine après son troisième album À nos cœurs sort.
En 2023, elle participe comme candidat à la saison 6 du Meilleur Pâtissier, spécial célébrités sur Gulli.
Les 11 et 12 novembre 2023, elle participe au spectacle Disney 100 ans, le Concert événement avec deux concerts exceptionnels à Paris La Défense Arena.
Du 29 février au 2 mars 2024, elle participe au spectacle Céline Symphonique composé de reprises de Céline Dion avec Vincent Niclo à la Seine Musicale.
En mai 2024, Anne Sila annonce son retour avec un premier single Le goût des choses. Le clip est réalisé par Romain Barreau. Son nouvel album est prévu pour 2025.

## Discographie

### Albums
- 2016 : Anne Sila, EP de 3 titres
- 2016 : Amazing Problem (+ réédition ultérieure)
- 2019 : Fruit défendu
- 2021 : À nos cœurs
- 2022 : Madeleines

### Singles
- 2016 : Le monde tourne sans toi
- 2019 : Plus fort
- 2019 : Peur de rien
- 2019 : Il est tard
- 2021 : Je reviens te chercher
- 2021 : Même si ça fait mal (featuring Matt Simons)
- 2021 : J'ai attendu le printemps
- 2022 : Le chanteur
- 2022 : Oh, Pretty Woman (extrait de la série HPI)
- 2024 : Le goût des choses
- 2024 : Signé Cat's Eyes (générique de la série Cat's Eyes)

### Clips vidéo
| Année | Titre              | Réalisation     | Album         |
| ----- | ------------------ | --------------- | ------------- |
| 2019  | Plus fort          | Yannick Saillet | Fruit défendu |
| 2019  | Il est tard        | Benoit Mallory  | Fruit défendu |
| 2024  | Le goût des choses | Romain Barreau  | TBA           |

### Participations
- 2009-2012 : elle assure plusieurs remplacements dans le groupe vocal féminin Evasion pour les spectacles Fêtons ça !, Du vent dans les voix, et Des nuits noires de monde de Michèle Bernard
- 2010 : participation au projet musical Hugo en goguette, chansons de Victor Hugo, avec Karine Quintana, Bruno Martins, Gérard Morel, Jean-Michel Mouron, Hervé Peyrard et Gilles Raymond, production des Fêtes Nocturnes au Château de Grignan
- 2011 : spectacle musical Les Chants éolithiques, avec Didier Capeille et Philippe Destrem, Château de la Borie[19]
- 2016 : Let It Go sur l'album Jazz Loves Disney au côté de nombreux musiciens de jazz dont Gregory Porter, Melody Gardot ou encore Jamie Cullum
- 2017 : Jésus, de Nazareth à Jérusalem, comédie musicale de Pascal Obispo dans le rôle de Marie, mère de Jésus-Christ et femme de Joseph
- 2017 : J'envoie valser sur l'album Accordéons-nous
- 2019 : C'est ta route avec Florent Pagny sur l'album Aime la vie
- 2021 : Vivre d'amour avec Natasha St-Pier sur l'album Je n'ai que mon âme
- 2021 : Snowman avec Al.Hy sur l’album Noël et nous
- 2021 : O Holy Night avec Louis Delort sur l’album Noël et nous
- 2022 : Les Enfoirés : Un air d'Enfoirés, spectacle enregistré à huis clos du 22 au 24 janvier à Montpellier
- 2023 : Les Enfoirés : Enfoirés un jour, toujours, spectacle enregistré du 12 au 16 janvier à Lyon
- 2023 : Rafale de vent avec Florent Pagny sur l'album 2 bis
- 2023 : Que veux-tu que je te dise ? avec Ycare sur l'album Nos futurs
- 2024 : Les Enfoirés, on a 35 ans !, spectacle enregistré du 17 au 22 janvier à Bordeaux
- 2024 : Céline Symphonique, à La Seine Musicale à Paris
- 2024 : À quel âge ? avec Julie Pietri sur l'album Origami (Deluxe Edition)
- 2024 : Rimes avec Yvan Cujious et Louis Winsberg sur l'album Une Voix, Six Cordes - De Claude à Nougaro
- 2024 : Le rire avec Pascal Obispo sur l'album L'archipel des séquelles

## Filmographie
- 2016 : Falco (saison 4) : Claudia (dans 8 épisodes)
- 2018 : Une chance sur six, téléfilm de Jacques Malaterre : Coralie
- 2019 : Myster Mocky présente (épisode Plutôt mourir dans l'eau profonde)
- 2022 : Profession comédien sur TMC : elle même

### Doublage
- Beyoncé dans :
  - Le Roi lion (2019) : Nala (voix)
  - Mufasa : Le Roi lion (2024) : Nala[20] (voix)

## Émissions de télévision
- 2015 : The Voice, La Plus Belle Voix (saison 4) sur TF1 : finaliste
- 2021 : The Voice All Stars sur TF1 : gagnante
- 2022-2024 : Concert des Enfoirés sur TF1 : membre de la troupe
- 2023 : Le Meilleur Pâtissier, spécial célébrités (saison 6) sur Gulli : candidate
- 2023 : Fort Boyard sur France 2 : candidate
- 2024 : The Voice, La Plus Belle Voix (saison 13) sur TF1 : jurée lors de la demi-finale
- 2025 : Mask Singer (saison 7) sur TF1 : le cygne (demi-finaliste)